# Mokriivka, Mirhorod
Mokriivka (în ucraineană Мокріївка) este un sat în comuna Cerkașceanî din raionul Mirhorod, regiunea Poltava, Ucraina.

## Demografie
Componența lingvistică a localității Mokriivka
     Ucraineană (100%)
Conform recensământului din 2001, toată populația localității Mokriivka era vorbitoare de ucraineană (100%).